# Élections législatives lésothiennes de 2007
Les élections législatives lésothiennes de 2007 se sont déroulées le 17 février 2007. Elles ont été remportées par le Congrès du Lesotho pour la démocratie (LCD) du Premier ministre Pakalitha Mosisili.